# Индијантаун (Флорида)
Индијантаун (енгл. Indiantown) насељено је место без административног статуса у америчкој савезној држави Флорида.

## Демографија
По попису из 2010. године број становника је 6.083, што је 495 (8,9%) становника више него 2000. године.
| Група             | 2000.         | 2010.         |
| Белци             | 1.609 (28,8%) | 1.254 (20,6%) |
| Афроамериканци    | 1.173 (21,0%) | 888 (14,6%)   |
| Азијати           | 11 (0,2%)     | 13 (0,2%)     |
| Хиспаноамериканци | 2.734 (48,9%) | 3.932 (64,6%) |
| Укупно            | 5.588         | 6.083         |